# Fotoelasticidad

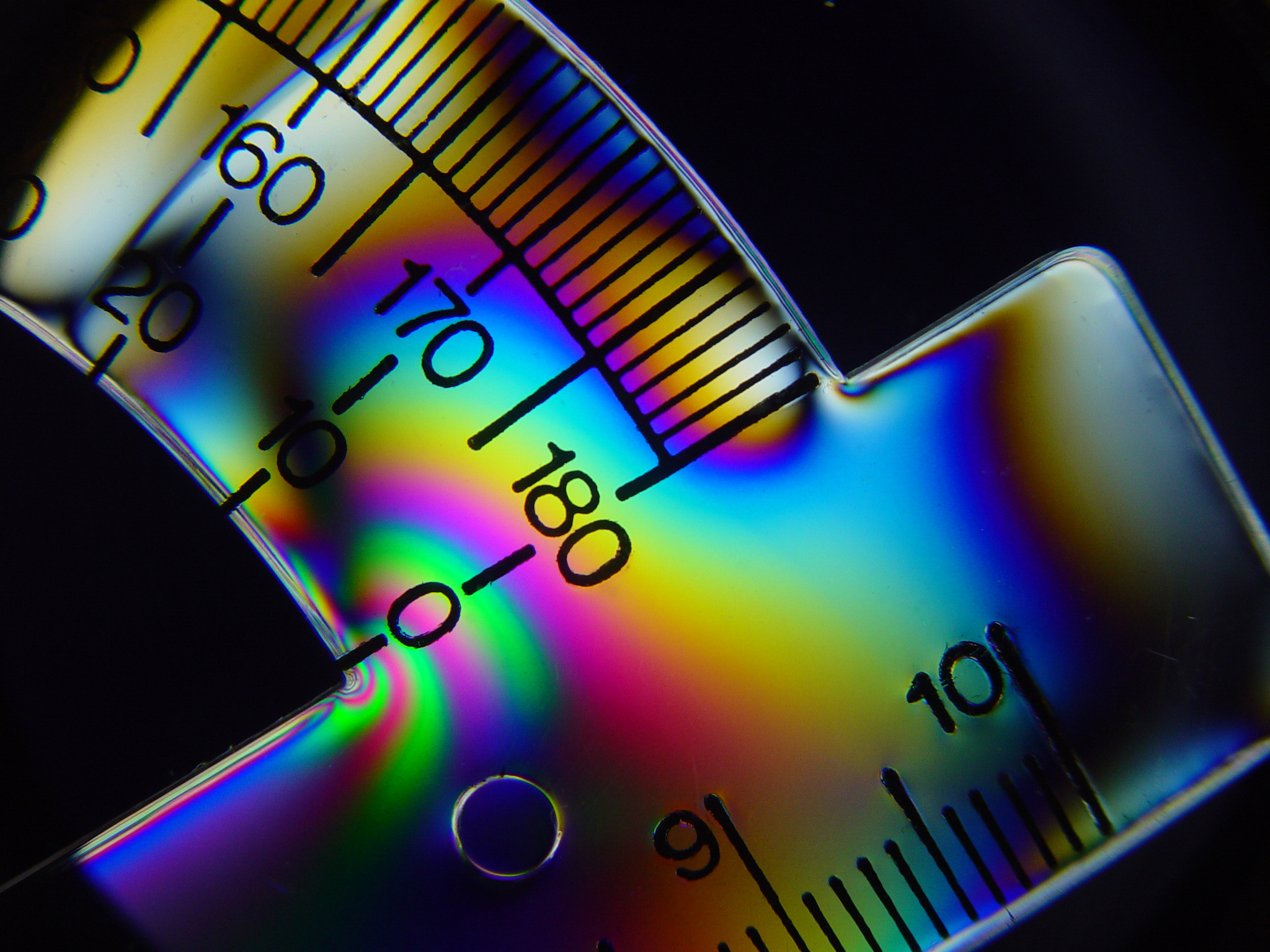
Líneas de tensión en un transportador de plástico vistas bajo luz polarizada.

La fotoelasticidad es una técnica experimental para la medición de esfuerzos y deformaciones. Se basa en el uso de luz para dibujar figuras sobre piezas de materiales isotropos, transparentes y continuos, que están siendo sometidas a esfuerzos. Las figuras que se dibujan son semejantes a las mostradas al realizar un análisis de elementos finitos ya que se pueden observar contornos y colores. 
La medición se logra al evaluar el cambio del índice de refracción de la pieza al someterse a una carga. En el caso de una pieza no transparente, se cubre la pieza con una resina birrefringente.

## Historia
La fotoelasticidad fue desarrollada a principios del siglo XX. El primer trabajo fue de E. Coker y de L. Filon en la universidad de Londres, y permitió a la fotoelasticidad convertirse rápidamente en una técnica viable para el análisis cualitativo de los esfuerzos. Se le encontró una gran aplicación en la industria, en dos dimensiones rebasó al resto de las técnicas en confiabilidad, alcance y factibilidad. Ningún otro método tenía la misma precisión visual y cobertura de los patrones de esfuerzo. 
El desarrollo de polariscopios digitales usando los LED y los diodos láser permitió la supervisión continua de las estructuras y la fotoelasticidad dinámica. Los progresos en el proceso de imagen permiten que la información de los esfuerzos sea extraída automáticamente de su patrón.
El advenimiento del procesamiento por computadora con su superior potencia de cálculo ha revolucionado el análisis de esfuerzos, haciendo que se extienda el uso de métodos numéricos. En particular, el modelado por el análisis de elementos finitos (FEM) se ha convertido en la herramienta dominante, eclipsando muchas técnicas tradicionales para el análisis de los esfuerzos. A pesar del avance del FEM, la fotoelasticidad -uno de los más viejos métodos para el análisis experimental de los esfuerzos-, se ha restablecido con progresos recientes y nuevos usos.